# Tiburtino (quartiere)

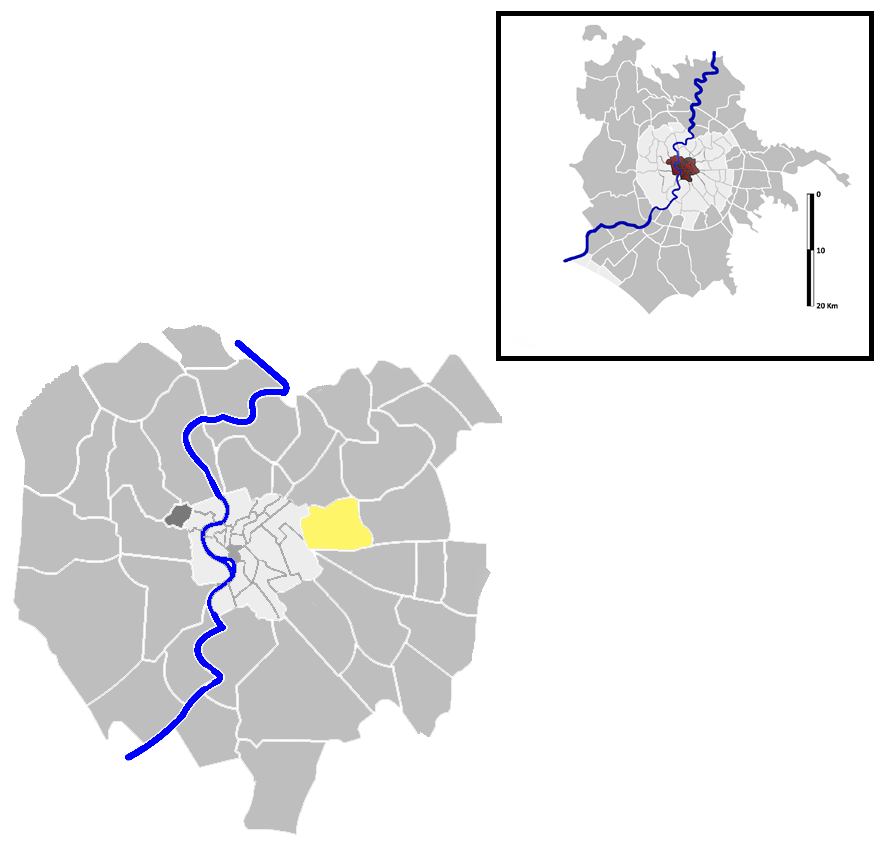
Quartiere Tiburtino

Tiburtino é o sexto quartiere de Roma e normalmente indicado como Q. VI. Seu nome é uma referência à Via Tiburtina, que inicia ali e que, por sua vez, deriva de "Tibur", o nome latino de Tivoli, onde ela termina.

## Geografia

Brasão do Quartiere Tiburtino.

O quartiere Tiburtino fica localizado a leste de Roma, encostado na Muralha Aureliana. Suas fronteiras são:
- ao norte está o Q. V Nomentano, do qual está separado pela Via Tiburtina no trecho entre a Tangenziale Est até a Via del Castro Laurenziano, pela Via del Castro Laurenziano e pela Viale dell'Università até a Muralha Aureliana (Viale Castro Pretorio);
- a leste com o quartiere Q. XXII Collatino, separado pela Via di Portonaccio, da Via Tiburtina até o Largo Preneste.
- ao sul com o quartiere Q. VII Prenestino-Labicano, do qual está separado pela Via Prenestina, do Largo Preneste até a Piazzale Labicano (Porta Maggiore).
- a oeste com os riones Esquilino, separado pela Muralha Aureliana (Via Tiburtina e Via di Porta Tiburtina), da Viale dello Scalo San Lorenzo até a Piazzale Sisto V, e Castro Pretorio, separado também pela Muralha Aureliana (Viale Pretoriano), da Piazzale Sisto V até a Viale dell'Università.

## História
O quartiere Tiburtino está entre os quinze primeiros quartieri criados em 1911 e oficialmente instituídos em 1921. Inicialmente ele compreendia apenas a região de San Lorenzo, que já existia na época da fundação; em 1931, o quartiere foi ampliado na direção da Via Prenestina e, no ano seguinte, incorporou parte do subúrbio Tiburtino (o moderno Casal Bertone) até a Via Portonaccio, uma áreas que poucos anos antes haviam sido ligadas através de uma via chamada Via di Malabarba. Este núcleo central de San Lorenzo foi duramente bombardeado pelos B-17 norte-americanos em 19 de julho de 1943, provocando cerca de 1500 mortes.
Entre 1950 e 1954, foi o construído o quartiere INA-Casa, que herdou o nome de "Tiburtino" na época, entre a Via Tiburtina (km 7), Via Diego Angeli, Via Edoardo Arbib, Via Luigi Cesana, Via dei Crispolti e Via Luigi Lucatelli (atualmente parte do quartiere Collatino.
Esta obra foi realizada com base num projeto de um grupo de arquitetos liderados por Mario Ridolfi e Ludovico Quaroni, uma obra hoje considerada uma das intervenções mais significativas da arquitetura neorrealista, uma das expressões do Movimento Moderno na Itália.

### Brasão
A descrição oficial do brasão de Nomentano é: de gules em um monte de or carregado de um poste ondulado (cascata do Aniene) de azure nascente de um túnel.

## Monumentos e vias
- Scalo San Lorenzo
- Piazzale Aldo Moro
- Piazzale del Verano
- Parco delle Energie
- Parco del Torrione Prenestino
- Porta Nomentana
- Via Tiburtina Valeria

### Antiguidades romanas
- Catacumba de Novaciano
- Catacumba de São Lourenço
- Porta Maggiore
- Porta Tiburtina
- Sepulcro do Largo Talamo
- Torrione Prenestino

## Edifícios

### Palácios evillas
- Palazzo dell'Istituto superiore di sanità
- Palazzo del Ministero dell'Aeronautica (Viale Pretoriano).
- Villa Gordiani
- Villa Mercede

### Outros edifícios
- Cimitero del Verano
- Città universitaria
- Consiglio Nazionale delle Ricerche
- Ex fabbrica SNIA Viscosa
- Istituto superiore di sanità
- Università degli Studi di Roma "La Sapienza"

### Igrejas
- Cappella di Santa Maria della Misericordia (ou Cappella della Pia Unione)
- Divina Sapienza
- San Lorenzo fuori le Mura
- Santa Maria Immacolata e San Giovanni Berchmans
- Santa Maria Consolatrice al Tiburtino
- San Tommaso Moro